# Cerkev sv. Urbana, Caffarrella
Cerkev sv. Urbana leži na obrobju parka v Caffarelli, na jugovzhodnem delu Rima.

## Splošno o cerkvi
Zgrajena je bila kot poganski tempelj leta 160, in prvotno najverjetneje posvečena Ceresu in Faustini, ženi Antonija Pija. Tempelj je bil postavljen na parceli, imenovani Triopio, katere lastnik je bil rimski senator grškega porekla, Herod Atiški. Tempelj je bil zatem v 10. stoletju prezidan v krščansko cerkev, posvečeno papežu sv. Urbanu, ki je vladal med letoma 222 in 230. V 12. stoletju so poslikali notranje stene cerkve s freskami, celotna zgradba pa je bila obnovljena v času papeževanja papeža Urbana VIII. in njegovega nečaka kardinala Francesca Barberinija, okoli leta 1634. Zaradi svoje lege, daleč od središča mesta, je bila cerkev pogosto zanemarjena in tarča vandalskih napadov, v 19. stoletju pa dokončno opuščena. Leta 1962 jo je kupil in k svoji parceli pripojil lastnik sosednje parcele. Leta 2002 je cerkev kupila rimska občina in jo zatem predala rimski škofiji, kjer je še danes v župniji Svetega Sebastijana zunaj obzidja.   

## Opis cerkve
Ustanovitelj slovenske spomeniške topografije, Avguštin Stegenšek (1875-1920), je v svoji doktorski disertaciji na graški univerzi z naslovom Študije cerkvene stenske poslikave v Rimu in okolici med V. in VIII. stoletjem (1905), popisal cerkev sv. Urbana v Caffarelli, potem ko jo je v času svojega študija na Tevtoniku (Campo Santo) v Rimu in na graški univerzi, obiskal in raziskal. 
"Doslej so domnevali, da je ta cerkev ležala znotraj vile Heroda Atiškega (Herodes Atticus), učitelja Marka Avrelija, zgrajena kot grobnica njegove žene Aspazije Anje Regille. Okoli 9. stoletja so obstoječo grobno kapelo prezidali v cerkev, posvečeno svetemu papežu Urbanu I., čigar grobnica je bila skrita v Kalistovih (ali Pretekstatovih) katakombah, v času preganjanja kristjanov. Po nalogu kardinala Barberinija so cerkev leta 1635 očistili in obnovili. Levo od oltarja se po nekaj stopnicah spustimo v podzemno grobno sobano. Holsteinius je menil, da je ta ruševina del groba, ki se ga je namenil odkriti s prebitjem stene. Toda ta grob je še posebno krščanski, saj gre za tipično versko zgradbo iz 9. stoletja, ki je z oltarjem povezan preko jaška ali katarakta. Edina izjema pri grobu tega svetnika je, da ne leži na glavni osi cerkve, temveč v stranski smeri. Opazil nisem zgolj povezave med grobom in oltarjem, temveč dokazal tudi razlog za zamaknjeno smer svetnikovega groba: medtem ko so zunanji zidovi zgrajeni v rimskem obdobju iz gosto nameščenih opek, med katerimi je zelo plitek nanos malte, je grobnica do oboka grajena iz lehnjaka, sam obok pa iz lehnjakovih kvadrov in je bil nekoč poslikan. Le zgornji del, obok majhne niše nad podzemnim oltarčkom je izdelan iz opeke in sicer tako, da je plast iz malte vedno širša od površine opeke. Enako, slabšo gradbeno tehniko opazimo tudi pri nizkih klopeh ob štirih stenah nadzemnega dela cerkve, kar dokazuje, da je bil svetnikov grob zgrajen istočasno s prezidavo rimske grobnice v cerkev. 
V svetnikovem grobu je naslikana Marija med svetim Urbanom in svetim Janezom Krstnikom. Zgornji prostor, ki je nekoč imel odprt pórtik, je na notranji strani pokrit z obokanim stropom, od čigar poslikave so še ohranjeni delni reliefi, ki prikazujejo vojščake v oklepih z orožjem. Pri tem gre za motiv, ki je bil večkrat upodobljen v času adoptivnih cesarjev. Zidovi so grajeni na podstavku, višjem od običajne človekove višine, ki nosi galerijo pilastrov z ravnim arhitravom, tako da na koncih nastanejo po tri, na dolgih straneh pa po pet štirikotna polja, ki jih vodoravni okrasni pas deli na zgornji in spodnji trak. Že zaradi tega vidimo, da je galerija še rimska. Vsebina poslikav prikazuje življenje Gospoda in Svetnikov. 
Nad oltarjem je prikazan Kristus med apostoloma Petrom in Pavlom. Okoli njega so v skupinah prikazani prizori iz legende o Urbanu in o Ceciliji. Na desni strani sledijo prizori iz Gospodove mladosti, na levi in zadnji strani pa zgodba o Jezusoven trpljenju, kot jo v Cerkvi berejo v Velikem tednu pred Veliko nočjo. Na dveh poljih so bili prikazani mučenci. Skupaj je naslikanih 34 prizorov, ker pa so štirje med njimi naslikani kontinuirano s po dvema prizoroma, imamo skupaj 38 prizorov, od katerih so trije prizori svetniških legend, neprepoznavni."

## Opis slikovnih ciklov:
- 1. Kristus na prestolu
- 2. Prefekt Turcinius Almachinus in sv. Urban
- 3.-4. Ječar Antolinus in papež sv. Urban
- 5. Almachinus ukazuje Urbanu
- 6.-7. Umor sv. Urbana in njegovih sledilcev
- 8. Sv. Urban s sv. Cecilijo in njenim možem Valerijanom
- 9. Sv. Urban krsti Tiburstija
- 10. Sodnik in sv. Cecilija
- 11. Sv. Cecilija pred izvršitvijo smrtne kazni
- 12. Obglavljenje sv. Cecilije
- 13. S. Urban nese truplo sv. Cecilije v grobno votlino
- 14. Marijino oznanjenje
- 15. Kristusovo rojstvo
- 16. Pastirjev klic
- 17. Klic magov
- 18. Čaščenje magov
- 19. Jožefove sanje
- 20. Beg v Egipt
- 21. Poboj otrok
- 22. Lazarjevo obujenje k življenju
- 23. Vhod Kristusa v Jeruzalem
- 24. Umivanje nog
- 25. Zadnja večerja
- 26. Prijetje Kristusa
- 27. Bičanje Kristusa
- 28. Obsodba Kristusa
- 29. Križev pot
- 30. Križanje
- 31. Kristusov pokop
- 32. Sestop pred pekel
- 33. Žene ob grobu
- 34. Nolime tangere
- 35.-37. Mučenci
- 38. Pretepanje treh ljudi